# Szkoła Gwiazd
Szkoła Gwiazd (ang. Fame School) – cykl krótkich powieści dla młodzieży autorstwa Cindy Jefferies. Opowiada o nastolatkach pragnących zdobyć sławę za pomocą swych zdolności wokalnych i muzycznych. W tym celu przybywają oni do Rockley Park, szkoły która pomoże im w rozwijaniu talentu. Bohaterowie zmagają się z typowymi dla ich wieku sprawami: tolerancją, pierwszą miłością, złymi ocenami. Ich głównym celem jest ukończenie roku z jak najlepszymi wynikami i zostanie gwiazdą.
Jej bohaterami są: Chloe, Pop i Lolly (Poppy i Polly), Tara, Danny i Jalis (Marcjalis).
W Polsce seria ukazuje się nakładem wydawnictwa Akapit Press. Kolejne tomy są wydawane mniej więcej co pół roku.

## Pozycje wydane w Polsce
- Wielka szansa
- Wschodząca gwiazda
- Sekretne pragnienia
- Rywale!
- Triumf Tary
- Uśmiech losu
- Solistka
- Świąteczne gwiazdy
- Primadonna
- Muzyczny pojedynek
- Gwiazdy rocka
- Tańcząca gwiazda
- Zjawiskowe lato
- Straszna imprezka